# Phonicosia vandiemenensis
Phonicosia vandiemenensis är en mossdjursart som först beskrevs av Powell 1967.  Phonicosia vandiemenensis ingår i släktet Phonicosia och familjen Lacernidae. Inga underarter finns listade i Catalogue of Life.